# Saint-Pierre-Laval
 Saint-Pierre-Laval  es una población y comuna francesa, situada en la región de Auvernia, departamento de Allier, en el distrito de Vichy y cantón de Lapalisse.

## Demografía
| 548 | 533 | 572 | 468 | 416 | 362 | 367 | 381 | 351 |
| Para los censos de 1962 a 1999 la población legal corresponde a la población sin duplicidades (Fuente: INSEE [Consultar]) |     |     |     |     |     |     |     |     |